# イレミ・トライアングル

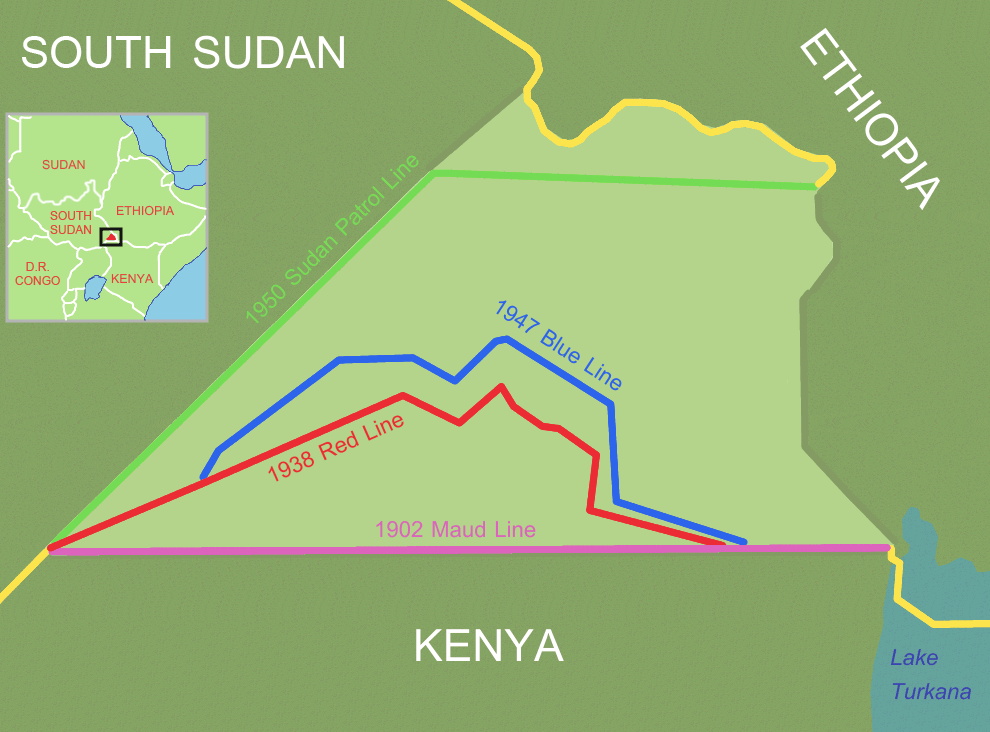
イレミ・トライアングル

イレミ・トライアングル（Ilemi Triangle、三角地帯）は、東アフリカのケニアと南スーダンとエチオピアの3ヶ国に跨る地域。ケニアと南スーダン、さらにエチオピアもこの地域の領有権を主張し、論争しているが未だに帰属が決まっていない。ケニアが事実上占拠している。面積は10,320km2から14,000km2と推測されている。

## 名称
「イレミ」はアヌアク族の首長イレミ・アクウォン (Ilemi Akwon) の名にちなんでいる。

## 歴史

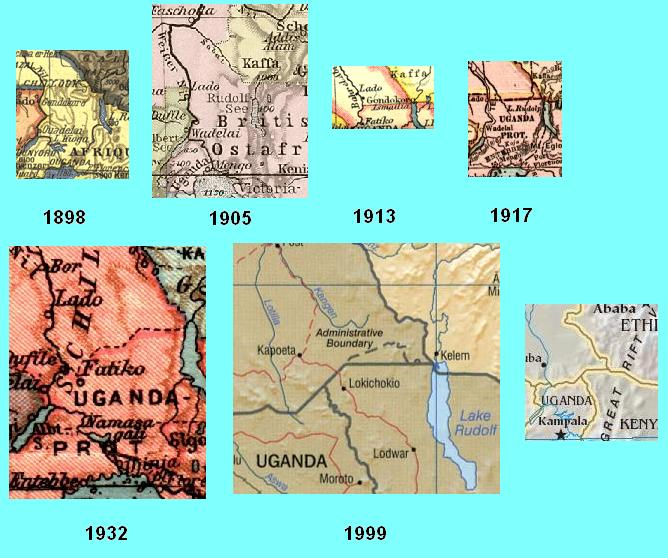
国境線の変遷。

この紛争は、この地域の住民である遊牧民・トゥルカナ族を巡る、イギリス植民地時代のエチオピア帝国とイギリス領東アフリカとの条約（1907年12月6日）のあいまいな条文から起こった。 この地域の政治的不安定や土地の境界線の不明瞭さは、紛争の解決を遅らせている。 

## 住民

### 民族
スーダン政府から弾圧されて逃れてきた南スーダンのキリスト教徒の難民が暮らしているほか、トゥルカナ族（トゥルカナ語: Ng'aturkana、スワヒリ語: Waturkana）などの遊牧民が移動しながら暮らしている。トゥルカナ族は周囲の武装した遊牧民から攻撃されている。
- アヌアク族
- ヌエル族
- en:Didinga people
- en:Toposa people
- en:Nyangatom people
- en:Daasanach people

### 言語
- トゥルカナ語（英語版）
- アヌアク語（英語版）
- ヌエル語

### 宗教
アニミズム、キリスト教
- クウォス（イタリア語版）（ヌエル語: Kuoth）